# 天平梁子崖墓群
天平梁子崖墓群位於四川省中江縣玉桂鄉，文物遺址年代判定為漢。1991年4月16日公佈為四川省第三批文物保護單位。